# Giuseppe Maria Galanti
Giuseppe Maria Galanti (Santa Croce di Morcone, 25 novembre 1743 – Napoli, 6 ottobre 1806) è stato un economista, storico, politico, letterato, editore e viaggiatore italiano, esponente dell'illuminismo napoletano.

## Biografia
Nato a Santa Croce di Morcone nella nobile famiglia Galanti, figlio del conte Giambattista Galanti (1703-1767) e della contessa Agata Musacchi Topia Scanderbeg di Campomarino. Studiò a Napoli, dove era stato accolto da uno zio all'età di nove anni; frequentò le lezioni di economia di Antonio Genovesi all'università e divenne amico di giovani intellettuali come i fratelli Domenico e Francescantonio Grimaldi, Francesco Mario Pagano, Melchiorre Delfico e Antonio Jerocades. La scuola di Genovesi era interessata ai problemi economici e sociale. Si laureò in legge il 18 aprile 1765, ma non esercitò quasi mai l'avvocatura.
Dopo la morte del Genovesi (1769), Galanti compose un Elogio storico del signor abate Antonio Genovesi che apparve anonimo a Napoli nel 1772 e poi a Venezia nel 1774. L'opera gli procurò un procedimento da parte dell'Inquisizione in quanto Galanti l'aveva sottoposta al giudizio preventivo della Censura di Stato, ma non di quella ecclesiastica; nel 1773 Galanti si rivolse direttamente a Voltaire per denunciare gli ostacoli clericali. Il problema fu risolto con la nuova edizione veneziana del 1774 per la quale venne chiesto anche il permesso ecclesiastico. L'atteggiamento verso la Chiesa, inserita nello studio dei rapporti fra ragione e metafisica, verrà affrontato in un'opera del 1780, aggiornata poi nel 1788, edita dalla Società letteraria e tipografica di Napoli, una impresa editoriale fondata da Galanti nel 1777.
Nelle estati del 1779 e del 1780, che Galanti trascorse a Santa Croce, si dedicò allo studio della società meridionale iniziando innanzitutto a esaminarle dal punto di vista storico. Nel 1783 appariranno una storia dei Sanniti, gli antichi abitanti del Molise, e un saggio sulla protostoria dell'Italia; saranno però preceduti nel 1781 da una Descrizione del Molise in due tomi dove fra l'altro il Galanti espone gli effetti del "mostruoso" sistema feudale nelle campagne del regno di Napoli.
Nonostante la radicalità delle conclusioni dei suoi studi della società meridionale, dal punto di vista politico Galanti era un moderato, sostenitore della monarchia e dei Borbone di Napoli la cui funzione era per lui indispensabile per il progresso del Regno. Il successo dell'opera sul Molise gli fece ottenere dalla corte l'incarico di un lavoro analogo: una approfondita descrizione demografica ed economica dei territori sull'intero Regno di Napoli. L'esecuzione dell'opera, il cui disegno venne preparato anche con l'uso di questionari, richiese a Galanti viaggi per tutto il regno che effettuò col ricorso all'ospitalità di massoni, organizzazione alla quale era affiliato lo stesso Galanti. Le visite gli dettero l'occasione di riflettere sia sui problemi locali (bonifica delle paludi, rimboschimento delle zone montuose, le condizioni dei carcerati, ecc.) sia su questioni generali (l'amministrazione delle Province, la gestione del fisco, del catasto, dei bilanci pubblici, della feudalità, ecc.) per le quali cercò invano la collaborazione di uomini di governo. Grazie alla notorietà raggiunta con i suoi saggi Galanti fu nominato dal primo ministro John Acton assessore al neocostituito Supremo Consiglio delle Finanze assieme a Filangieri, Palmieri, Delfico e Grimaldi. L'interruzione negli anni novanta dell'attività riformatrice di Ferdinando IV di Napoli in seguito alla crisi collegata alla rivoluzione francese comportò un atteggiamento di sospetto, da parte del governo napoletano, nei confronti degli intellettuali illuministi del regno. Nel 1797, ammalato e privo di risorse economiche, riprese per breve tempo la professione forense, che abbandonò perché assunto nella magistratura: fu nominato giudice dell'Ammiragliato.
La fuga del re nel dicembre 1798 gettò il Galanti, leale alla Corona, nella disperazione: durante l'effimera Repubblica Napoletana del 1799 dovette nascondersi alla ricerca di un "luogo di sicurezza". La sua fedeltà ai Borbone non venne tuttavia riconosciuta dopo la caduta della repubblica nella successiva reazione borbonica e sanfedista, e poco mancò che non fosse anch'egli ucciso. Raggiunse la tranquillità, anche economica, con l'avvento sul trono di Napoli di Giuseppe Bonaparte (1806):  fu nominato bibliotecario del Consiglio di Stato, ripresa le pubblicazioni della Descrizione, prese parte alla fondazione del Reale Istituto d'incoraggiamento; ma ormai gravemente malato morì lo stesso anno.

## Scritti
- Breve descrizione della città di Napoli e del suo contorno (1792), critical edition, M.R. Pelizzari, 2000
- Descrizione del Contado di Molise (1781)
- Descrizione geografica e politica delle Sicilie (1786-1794)
- Elogio di Niccolò Machiavelli cittadino e segretario fiorentino. Con un Discorso intorno alla costituzione della Società ed al governo politico (1779)
- Elogio storico del signor Abate Antonio Genovesi (1772)
- Nuova Descrizione Storica e Geografica dell'Italia (1782-1791)
- Giornale di viaggio in Calabria (1792)
- Memoria intorno allo stato dei Banchi (1799)
- Memorie storiche del mio tempo e altri scritti di natura autobiografica (1761-1806) edizione critica, A. Placanica, 1996)
- Pensieri vari e altri scritti della tarda maturità (edizione critica, A. Placanica, 2000)
- Prospetto storico sulle vicende del genere umano (edizione critica, A. Placanica, 2000)
- Saggio sopra l'antica storia de' primi abitatori dell'Italia (1783)
- Scritti sulla Calabria (edizione critica, A. Placanica, 1993)
- Testamento forense (1806)